# Кирилюк, Александр Ильич
Александр Ильич Кирилюк (укр. Олександр Ілліч Кирилюк; род. 28 сентября 1964, Луцк) — советский и украинский футболист, ныне украинский футбольный тренер.

## Футбольная биография

### Карьера игрока
Футболом Александр начал заниматься в родном Луцке, у тренера Альберта Мимиконовича Микояна. После окончания спортшколы играл за любительскую команду «Прибор». В 1982 году, тренировавший местную команду мастеров «Торпедо» Вячеслав Першин приглашает Кирилюка в свою команду, но закрепиться в основном составе молодому футболисту было сложно и вскоре он возвращается в «Прибор», который тренировал молодой тренер Виталий Кварцяный. С этим клубом стал победителем первенства республиканского общества «Авангард» а также обладателем Суперкубка ДСО «Авангард». В 1984 году защитника снова приглашают в луцкое «Торпедо», которое к тому времени возглавил Мирон Маркевич, но вскоре Александра призывают в армию. Демобилизовавшись, непродолжительное время играл в любительском клубе Луцка «Подшипник».
В 1984 году Александр получает приглашение от возглавившего черкасский «Днепр» Вячеслава Першина попробовать свои силы в его команде, которая потеряла место во второй лиге и выступала в любительском чемпионате. Кирилюк закрепился в основном составе, внеся свой вклад в завоевании путёвки во вторую лигу. Всего в черкасской команде провёл девять сезонов, отличаясь стабильной и надёжной игрой.
В 1995 году защитник переходит в команду первой лиги «Нефтяник» (Ахтырка), за который отыграл, практически без замен весь первый круг, но в 1996 году оставил клуб, перебравшись в ужгородскую «Верховину», в составе которой провёл осеннюю часть сезона 1996/97, после чего вернулся в Черкассы.
В 1997 году, выйдя на поле в нескольких поединках, Александр Кирилюк принимает решение завершить активную игровую карьеру.

### Карьера тренера
Повесив бутсы на гвоздь, Александр Ильич перешёл на тренерскую работу, став ассистентом главного тренера ФК «Черкассы» Семёна Осиновского, а позже Владимира Мунтяна.
По окончании 1 круга сезона 1999/2000, тренерский пост оставил Мунтян и в декабре 1999 года главным тренером был назначен Александр Кирилюк. Официальный дебют в должности наставника состоялся 11 марта 2000 года, в матче на Кубок Украины ФК «Черкассы» — «Карпаты» (Львов) — 1:2. В целом, команда успешно провела второй круг чемпионата, заняв итоговое 3 место.
В первом круге сезона 2002/03 Александр Ильич возглавлял команду второй лиги «Система-Борекс», после чего возвратился в Черкассы, приняв «Днепр».
В 2003 году, вместе с заслуженным тренером Украины Вячеславом Першиным тренировал российскую команду «Волга» (Тверь).
Вернувшись в Черкассы работал с любительскими коллективами «Златокрай» и «Ходак».
С 2010 года главный тренер, созданного на базе черкасского «Днепра», профессионального футбольного клуба «Славутич». В сезоне 2011/12 стартовал с командой в турнире второй лиги чемпионата Украины, по итогам которого «Славутич» занял третье место в своей группе. Перед началом нового чемпионата перед командой была поставлена задача повышения в классе. После первого круга коллектив Александра Кирилюка занимал второе место в турнирной таблице первенства. Но после ряда поражений во втором круге, решением руководства клуба, тренер был отправлен в отставку. В январе 2013 года возглавил футбольный клуб «Ретро» из города Ватутино, выступающий в любительском чемпионате Украины, соглашение с тренером было подписано на четыре месяца. В конце мая, после очередного календарного поединка «Ретро» — «Авангард» (Крюковка), завершившемся победой подопечных Кирилюка со счётом 1:0, наставник ватутинцев покинул клуб.
В декабре 2013 года, Александр Ильич Кирилюк назначен на должность спортивного директора ФК «Славутич». С января 2014 года совмещал административную работу с тренерской, возглавив вторую команду «Черкасского Днепра», игравшую на первенство области. В июле 2015 года оставил должность спортивного директора, сконцентрировавшись на тренерской деятельности. С 2016 года, наставник дублирующего состава, так же был назначен на должность главного тренера созданной при клубе Белозорской академии футбола.
В начале сентября 2016 года, Кирилюк стал исполняющим обязанности главного тренера, выступавшего в первой лиге «Черкасского Днепра», а уже 23 сентября стал полноценным наставником первой команды, подписав контракт до конца сезона 2016/17. Но во главе тренерского штаба провёл только восемь поединков, в которых его команда одержала две победы, в том числе со счётом 3:0 был обыгран один из лидеров турнира ровенский «Верес» и дважды уступила соперникам. После поражения в гостевом поединке коваливскому «Колосу», руководством клуба был отправлен в отставку, после чего возвратился к работе в детском футболе. 1 февраля 2017 года, Александр Ильич Кирилюк был утверждён главным тренером детско-юношеской Академии футбола «Черкасский Днепр-Заря», одновременно исполняя обязанности старшего тренера юношеской команды «Черкасский Днепр-Заря U-19».

## Достижения

### Игрока
- Победитель турнира 2 лиги Украины: (1992/93)
- Чемпион УССР среди любителей (1987)
- Победитель первенства республиканского общества «Авангард» (1984)
- Обладатель Суперкубка ДСО «Авангард» (1984)

### Тренера
- Бронзовый призёр турнира 1 лиги Украины: (1999/00)
- Бронзовый призёр турнира 2 лиги Украины: (2018/19)